# Waghoda
Waghoda es una ciudad censal situada en el distrito de Nagpur en el estado de Maharashtra (India). Su población es de 7628 habitantes (2011). Se encuentra a 30 km de Nagpur.

## Demografía
Según el censo de 2011 la población de Waghoda era de 7628 habitantes, de los cuales 4009 eran hombres y 3619 eran mujeres. Waghoda tiene una tasa media de alfabetización del 88,44%, superior a la media estatal del 82,34%: la alfabetización masculina es del 93,94%, y la alfabetización femenina del 82,35%.